# Nils Alphand
Nils Alphand (* 16. Juni 1996) ist ein französischer Skirennläufer. Er startet hauptsächlich in den Speeddisziplinen Abfahrt und Super-G.

## Karriere
Alphand gab sein internationales Renndebüt am 28. November 2011 bei einem Juniorenrennen in Tignes. Sein erstes internationales Großereignis bestritt er jedoch erst 6 Jahre später, bei den Juniorenweltmeisterschaften in Åre. Bis zu diesem Zeitpunkt war Alphand hauptsächlich bei FIS-Rennen in Frankreich sowie vereinzelt im Europacup an den Start gegangen. Umso überraschender kam der Gewinn der Goldmedaille im Super-G, nachdem er in der Tags zuvor ausgetragenen Abfahrt nur auf dem 52. Platz gelandet war. Er siegt mit nur einer Hundertstelsekunde Vorsprung auf den Österreicher Raphael Haaser und einer weiteren  Hundertstelsekunde vor dem Schweizer Semyel Bissig.
Aufgrund dieses überraschenden Erfolges durfte Alphand beim Weltcupfinale der Saison 2016/17 in Aspen sein Debüt feiern. Mit Platz 18 verpasste er jedoch aufgrund der Sonderregelung eines Weltcupfinales die Weltcuppunkte.
Alphand konnte in den darauffolgenden Jahren nur bedingt an seinen Erfolg bei den Juniorenweltmeisterschaften anknüpfen. So erreichte er erst am 10. Dezember 2019 erstmals eine Podestplatzierung im Europacup, als er bei der Abfahrt von Santa Caterina den dritten Platz belegte. Den ersten Sieg feierte er bereits einen Monat später, am 25. Januar 2020 in Orcières.
Seine ersten Weltcuppunkte gewann Alphand gar erst am 15. Dezember 2023 beim Super-G in Gröden. Nur zwei Wochen später, am 28. Dezember, gelang ihm bei der Abfahrt auf der Pista Stelvio in Bormio mit Rang 9 seine bisher beste Platzierung im Weltcup.

## Privates
Nils Alphand ist der Sohn des ehemaligen Skirennläufers Luc Alphand. Seine Geschwister Estelle und Sam sind ebenfalls als Skirennläufer aktiv, wobei Estelle für Schweden startet.

## Erfolge

### Weltmeisterschaften
- Saalbach-Hinterglemm 2025: 14. Team-Kombination, 24. Abfahrt

### Weltcup
- Eine Platzierung unter den besten 10

### Juniorenweltmeisterschaften
- Åre 2017: 1. Super-G, 52. Abfahrt, DNF Alpine Kombination

### Europacup
- 2 Podestplätze, davon ein Sieg

| Datum           | Ort      | Land       | Disziplin |
| --------------- | -------- | ---------- | --------- |
| 25. Januar 2020 | Orcières | Frankreich | Abfahrt   |

### South American Cup
- Eine Platzierung unter den besten 10

### Weitere Erfolge
- Französischer Meister im Super-G (2019)
- Französischer Vizemeister in der Abfahrt (2021)
- Bronze bei den französischen Meisterschaften im Super-G (2019 & 2023)
- Bronze bei den französischen Meisterschaften in der Abfahrt (2022)
- 4 Siege bei FIS-Rennen